# Maryna Zanevs'ka
Maryna Volodymyrivna Zanev'ska (in ucraino Марина Володимирівна Заневська?; Odessa, 24 agosto 1993) è un'ex tennista ucraina naturalizzata belga.
Ha preso la cittadinanza belga nel 2016.

## Carriera
Partecipò al torneo di Wimbledon 2009 - Singolare ragazze venendo sconfitta da Chanel Simmonds, mentre gareggiò con Valerija Soloveva nel doppio. La stessa coppia vinse l'US Open 2009 - Doppio ragazze sconfiggendo Elena Bogdan e Noppawan Lertcheewakarn con un punteggio di 1-6, 6-3 [10-7]. Al singolo perse contro Sloane Stephens.
L'anno successivo, nel 2010, all'Australian Open 2010 - Singolare ragazze si fermò al terzo turno incontrando Silvia Njirić. Nel doppio fece coppia con Sandra Zaniewska.
Ha raggiunto tre finali di doppio a livello WTA in carriera, tutte al torneo marocchino Grand Prix SAR La Princesse Lalla Meryem, raggiunte in tre occasioni (2014, 2015 e 2017) e perse tutte e tre. Nel 2018, ha raggiunto la finale a Bucharest assieme a Danka Kovinić: anche in questa circostanza, la belga non riesce a vincere il titolo, perdendo dalla coppia Begu/Mitu in due set.
In singolare, Maryna ha vinto il suo primo titolo WTA nel 2021 nel BNP Paribas Poland Open, battendo Jamie Loeb (6-2, 6-0), Viktória Kužmová (6-2, 6-1), Nuria Parrizas Diaz (6-3, 6-2), Kateryna Kozlova (6-2, 4-6, 6-3) e Kristína Kučová in finale per 6-4, 7-6(4).
Nell'agosto 2023 si ritira dopo aver partecipato agli US Open a causa di infortuni cronici alla schiena.

## Statistiche WTA

### Singolare

#### Vittorie (1)
| Legenda              |
| -------------------- |
| Grande Slam (0)      |
| Ori Olimpici (0)     |
| WTA Finals (0)       |
| WTA Elite Trophy (0) |
| Dal 2021             |
| WTA 1000 (0)         |
| WTA 500 (0)          |
| WTA 250 (1)          |

| N. | Data           | Torneo                          | Superficie  | Avversaria in finale | Punteggio   |
| 1. | 25 luglio 2021 | BNP Paribas Poland Open, Gdynia | Terra rossa | Kristína Kučová      | 6–4, 7–6(4) |

### Doppio

#### Sconfitte (4)
| Legenda               |
| --------------------- |
| Grande Slam (0)       |
| Argenti Olimpici (0)  |
| WTA Finals (0)        |
| WTA Elite Trophy (0)  |
| Dal 2009 al 2020      |
| Premier Mandatory (0) |
| Premier 5 (0)         |
| Premier (0)           |
| International (4)     |

| N. | Data           | Torneo                                                  | Superficie  | Compagna        | Avversarie in finale            | Punteggio        |
| 1. | 27 aprile 2014 | Grand Prix SAR La Princesse Lalla Meryem, Marrakech     | Terra rossa | Katarzyna Piter | Garbiñe Muguruza Romina Oprandi | 6–4, 2–6, [9–11] |
| 2. | 1º maggio 2015 | Grand Prix SAR La Princesse Lalla Meryem, Marrakech (2) | Terra rossa | Laura Siegemund | Tímea Babos Kristina Mladenovic | 1–6, 6(5)–7      |
| 3. | 5 maggio 2017  | Grand Prix SAR La Princesse Lalla Meryem, Rabat (3)     | Terra rossa | Nina Stojanović | Tímea Babos Andrea Hlaváčková   | 6–2, 3–6, [5–10] |
| 4. | 22 luglio 2018 | BRD Bucarest Open, Bucarest                             | Terra rossa | Danka Kovinić   | Irina-Camelia Begu Andreea Mitu | 3–6, 4–6         |

## Circuito WTA 125

### Singolare

#### Vittorie (1)
| N. | Data            | Torneo                      | Superficie  | Avversaria in finale | Punteggio   |
| 1. | 23 ottobre 2022 | Open Rouen Métropole, Rouen | Cemento (i) | Viktorija Golubic    | 7–6(6), 6–1 |

### Doppio

#### Vittorie (1)
| N. | Data             | Torneo                         | Superficie  | Compagna          | Avversarie in finale            | Punteggio |
| 1. | 12 novembre 2017 | Engie Open de Limoges, Limoges | Cemento (i) | Valerija Savinych | Chloé Paquet Pauline Parmentier | 6–0, 6–2  |

## Statistiche ITF

### Singolare

#### Vittorie (19)
| Torneo $100.000 (1) |
| Torneo $80.000 (1)  |
| Torneo $75.000 (0)  |
| Torneo $60.000 (1)  |
| Torneo $50.000 (2)  |
| Torneo $25.000 (8)  |
| Torneo $15.000 (0)  |
| Torneo $10.000 (6)  |

| N.  | Data              | Torneo                                                      | Superficie      | Avversaria in finale    | Punteggio        |
| 1.  | 12 luglio 2009    | Iris Ladies Trophy, Bruxelles                               | Terra rossa     | Katarzyna Piter         | 0–6, 7–5, 7–5    |
| 2.  | 18 luglio 2010    | Zwevegem Ladies Open, Zwevegem                              | Terra rossa     | Sofie Oyen              | 7–6(4), 6–1      |
| 3.  | 20 novembre 2011  | Open Feminin 50, Équeurdreville-Hainneville                 | Cemento (i)     | Anna-Lena Friedsam      | 6–4, 6-2         |
| 4.  | 26 febbraio 2012  | Open GDF SUEZ de la Ville de Macon, Mâcon                   | Cemento (i)     | Ema Mikulčić            | 6–1, 6–2         |
| 5.  | 4 marzo 2012      | Open GDF SUEZ Bron-Parilly, Bron                            | Cemento (i)     | Anastasyja Vasyl'eva    | 5–7, 7–6(7), 6–3 |
| 6.  | 11 marzo 2012     | Open GDF SUEZ de Bourgogne, Digione                         | Cemento (i)     | Diāna Marcinkēviča      | 6-4, 6-4         |
| 7.  | 8 aprile 2012     | Limburg Open, Tessenderlo                                   | Terra rossa (i) | Tatjana Maria           | 6–2, 6–2         |
| 8.  | 23 settembre 2012 | Open 35 de Saint-Malo, Saint-Malo                           | Terra rossa     | Estrella Cabeza Candela | 6–2, 6(5)–7, 6–0 |
| 9.  | 24 febbraio 2013  | Winter Moscow Open, Mosca                                   | Cemento (i)     | Sofia Šapatava          | 6–4, 7–6(7)      |
| 10. | 3 marzo 2013      | Open GDF SUEZ Bron-Parilly, Bron                            | Cemento (i)     | Ysaline Bonaventure     | 6–2, 6–1         |
| 11. | 28 luglio 2014    | Knoll Open, Bad Saulgau                                     | Terra rossa     | Gabriela Cé             | 6–0, 6–4         |
| 12. | 10 agosto 2014    | Flanders Ladies Trophy Koksijde, Koksijde                   | Terra rossa     | Richèl Hogenkamp        | 6–1, 6–1         |
| 13. | 24 settembre 2016 | Open 35 de Saint-Malo, Saint-Malo                           | Terra rossa     | Camilla Rosatello       | 6–1, 6–3         |
| 14. | 23 ottobre 2016   | Open GDF Suez de Touraine, Joué-lès-Tours                   | Cemento (i)     | Elena Gabriela Ruse     | 6–3, 6-3         |
| 15. | 20 agosto 2017    | Vancouver Open, Vancouver                                   | Cemento         | Danka Kovinić           | 5–7, 6–1, 6–3    |
| 16. | 11 marzo 2018     | Zhuhai Open, Zhuhai                                         | Cemento         | Marta Kostjuk           | 6–2, 6–4         |
| 17. | 7 aprile 2019     | Óbidos Ladies Open, Óbidos                                  | Sintetico       | Mariam Bolkvadze        | 7–5, 6–2         |
|     | 29 novembre 2020  | Open Gran Canaria Noslotenis, Las Palmas de Gran Canaria    | Terra rossa     | Andrea Lázaro García    | 5–7, 5–6, stop   |
| 18. | 6 giugno 2021     | Krka Open Otocec, Otočec                                    | Terra rossa     | Lea Bošković            | 7–6(4), 6–0      |
| 19. | 31 ottobre 2021   | Torneig Internacional Els Gorchs, Les Franqueses del Vallès | Cemento         | Ylena In-Albon          | 7–6(5), 6–4      |

#### Sconfitte (12)
| Torneo $100.000 (1) |
| Torneo $80.000 (0)  |
| Torneo $75.000 (0)  |
| Torneo $60.000 (0)  |
| Torneo $50.000 (2)  |
| Torneo $25.000 (7)  |
| Torneo $15.000 (0)  |
| Torneo $10.000 (2)  |

| N.  | Data              | Torneo                                                                                   | Superficie    | Avversaria in finale | Punteggio          |
| 1.  | 30 ottobre 2011   | GD Tennis Cup, Adalia                                                                    | Terra rossa   | Diana Buzean         | 1–6, 7–6(5), 4–6   |
| 2.  | 22 gennaio 2012   | Internationaler Württembergische Hallenmeisterschaften um den Südwestbank-Cup, Stoccarda | Sintetico (i) | Tereza Smitková      | 4–6, 6(4)–7        |
| 3.  | 21 ottobre 2012   | Open de Limoges, Limoges                                                                 | Cemento (i)   | Claire Feuerstein    | 5–7, 3–6           |
| 4.  | 10 febbraio 2013  | Open GDF Suez De L'Isere, Grenoble                                                       | Cemento (i)   | Sandra Záhlavová     | 4–6, 7–5, 2–6      |
| 5.  | 12 maggio 2013    | Open GDF SUEZ de Cagnes-sur-Mer Alpes-Maritimes, Cagnes-sur-Mer                          | Terra rossa   | Caroline Garcia      | 0–6, 6–4, 3–6      |
| 6.  | 7 luglio 2013     | Reinert Open, Versmold                                                                   | Terra rossa   | Dinah Pfizenmaier    | 4–6, 6–4, 4–6      |
| 7.  | 21 marzo 2015     | Internacionales de Andalucìa Femeninos, Siviglia                                         | Terra rossa   | Vol'ha Havarcova     | 5–7, 2–6           |
| 8.  | 29 marzo 2015     | Innisbrook Women's Open, Palm Harbor                                                     | Terra verde   | Katerina Stewart     | 6–1, 3–6, 0–2 rit. |
| 9.  | 15 ottobre 2016   | Open Feminin 50, Équeurdreville-Hainneville                                              | Cemento (i)   | Arantxa Rus          | 2–6, 1–6           |
| 10. | 24 febbraio 2019  | Altenkirchen Ladies Open, Altenkirchen                                                   | Sintetico (i) | Ma Shuyue            | 4–6, 7–5, 5–7      |
| 11. | 13 settembre 2020 | Città di Tarvisio Tennis Cup, Tarvisio                                                   | Terra rossa   | Federica Di Sarra    | 6–3, 3–6, 4–6      |
| 12. | 14 febbraio 2021  | Open GDF Suez De L'Isere, Grenoble                                                       | Cemento (i)   | Viktorija Golubic    | 1–6, 6–4, 6(2)–7   |

### Doppio

#### Vittorie (13)
| Torneo $100.000 (2) |
| Torneo $80.000 (0)  |
| Torneo $75.000 (0)  |
| Torneo $60.000 (2)  |
| Torneo $50.000 (1)  |
| Torneo $25.000 (6)  |
| Torneo $15.000 (0)  |
| Torneo $10.000 (2)  |

| N.  | Data              | Torneo                                       | Superficie      | Partner                  | Rivali in finale                   | Risultato           |
| 1.  | 15 marzo 2010     | Sergei Maximov Memorial, San Pietroburgo     | Cemento (i)     | Aljona Sotnikova         | Aleksandra Panova Eugenija Paškova | 7–5, 6–3            |
| 2.  | 6 settembre 2010  | Open GDF SUEZ de la Porte du Hainaut, Denain | Terra rossa     | Nadejda Guskova          | Evelyn Mayr Julia Mayr             | 6–2, 6–0            |
| 3.  | 13 giugno 2011    | Open GDF SUEZ Montpellier, Montpellier       | Terra rossa     | Paula Cristina Gonçalves | Inés Ferrer-Suárez Mădălina Gojnea | 6–4, 7–5            |
| 4.  | 27 giugno 2011    | Thermphos Challenger Zeeland, Middelburg     | Terra rossa     | Quirine Lemoine          | Julia Cohen Florencia Molinero     | 6–3, 6–4            |
| 5.  | 11 luglio 2011    | Zwevegem Ladies Open, Zwevegem               | Terra rossa     | Lenka Wienerová          | Kim Kilsdonk Nicolette van Uitert  | 6–4, 3–6, [10–7]    |
| 6.  | 17 ottobre 2011   | GD Tennis Cup, Adalia                        | Terra rossa     | Sofia Kvatsabaia         | Diana Enache Daniëlle Harmsen      | 6–4, 6–1            |
| 7.  | 2 aprile 2012     | Limburg Open, Tessenderlo                    | Terra rossa (i) | Demi Schuurs             | Tatjana Maria Stephanie Vogt       | 6-4, 6–3            |
| 8.  | 3 agosto 2013     | Vancouver Open, Vancouver                    | Cemento         | Sharon Fichman           | Jacqueline Cako Natalie Pluskota   | 6–2, 6–2            |
| 9.  | 8 settembre 2013  | Trabzon Cup, Trebisonda                      | Cemento         | Julija Bejhel'zymer      | Alona Fomina Christina Shakovets   | 6–3, 6–1            |
| 10. | 26 marzo 2016     | Naples Women's Challenger, Naples            | Terra verde     | Valerija Solov'ëva       | Sophie Chang Quirine Lemoine       | 7–5, 6–0            |
| 11. | 17 settembre 2016 | Open GDF SUEZ de Biarritz, Biarritz          | Terra rossa     | Irina Chromačëva         | Cornelia Lister Nina Stojanović    | 4–6, 7–5, [10–8]    |
| 12. | 22 settembre 2019 | Open 35 de Saint-Malo, Saint-Malo            | Terra rossa     | Ekaterine Gorgodze       | Aliona Bolsova Tereza Mrdeža       | 6(8)–7, 7–5, [10–8] |
| 13. | 19 ottobre 2019   | Kiskút Open, Székesfehérvár                  | Terra rossa (i) | Irina Maria Bara         | Akgul Amanmuradova Elena Bogdan    | 3–6, 6–2, [10–8]    |

#### Sconfitte (12)
| Torneo $100.000 (3) |
| Torneo $80.000 (0)  |
| Torneo $75.000 (0)  |
| Torneo $60.000 (2)  |
| Torneo $50.000 (1)  |
| Torneo $25.000 (6)  |
| Torneo $15.000 (0)  |
| Torneo $10.000 (0)  |

| N.  | Data              | Torneo                                  | Superficie    | Partner                    | Rivali in finale                      | Risultato         |
| 1.  | 18 luglio 2010    | Zwevegem Ladies Open, Zwevegem          | Terra rossa   | Irina Chromačëva           | Richèl Hogenkamp Valerija Savinych    | 3–6, 6–3, [7–10]  |
| 2.  | 19 settembre 2010 | Royal Cup, Podgorica                    | Terra rossa   | Valerija Solov'ëva         | Irina-Camelia Begu Mihaela Buzărnescu | 7–5, 5–7, [10–12] |
| 3.  | 18 aprile 2011    | Limburg Open, Tessenderlo               | Terra rossa   | Elina Svitolina            | Anna-Lena Grönefeld Tatjana Malek     | 5–7, 3–6          |
| 4.  | 5 febbraio 2012   | Open GDF Suez De L'Isere, Grenoble      | Cemento (i)   | Valentina Ivachnenko       | Karolína Plíšková Kristýna Plíšková   | 1–6, 3–6          |
| 5.  | 23 febbraio 2013  | Winter Moscow Open, Mosca               | Cemento (i)   | Valerija Solov'ëva         | Margarita Gasparjan Polina Monova     | 4–6, 6–2, [5–10]  |
| 6.  | 26 luglio 2014    | Powiat Poznański Open, Sobota           | Terra rossa   | Anastasyja Vasyl'eva       | Barbora Krejčíková Aleksandra Krunić  | 6–3, 0–6, [6–10]  |
| 7.  | 2 novembre 2014   | Open GDF SUEZ Nantes Atlantique, Nantes | Cemento (i)   | Katarzyna Piter            | Andrea Hlaváčková Lucie Hradecká      | 1–6, 5–7          |
| 8.  | 6 giugno 2015     | Open GDF SUEZ de Marseille, Marsiglia   | Terra rossa   | Nicole Melichar            | Tatiana Búa Laura Thorpe              | 3–6, 6–3, [6–10]  |
| 9.  | 24 giugno 2017    | Ilkley Trophy, Ilkley                   | Erba          | Paula Kania                | Anna Blinkova Alla Kudryavtseva       | 1–6, 4–6          |
| 10. | 25 febbraio 2018  | Altenkirchen Ladies Open, Altenkirchen  | Sintetico (i) | Valentini Grammatikopoulou | Diāna Marcinkēviča Katarzyna Piter    | w/o               |
| 11. | 8 settembre 2018  | Montreux Ladies Open, Montreux          | Terra rossa   | Laura Pigossi              | Andreea Mitu Elena-Gabriela Ruse      | 6–4, 3–6, [4–10]  |
| 12. | 26 gennaio 2019   | McDonald's Burnie International, Burnie | Cemento       | Irina Chromačëva           | Ellen Perez Arina Rodionova           | 4–6, 3–6          |

## Grand Slam Junior

### Doppio

#### Vittorie (2)
| Tornei del Grande Slam  |
| ----------------------- |
| Australian Open (0)     |
| Open di Francia (1)     |
| Torneo di Wimbledon (0) |
| US Open (1)             |

| N. | Data              | Torneo                  | Superficie  | Compagna           | Avversarie in finale                 | Punteggio        |
| 1. | 12 settembre 2009 | US Open, New York       | Cemento     | Valerija Solov'ëva | Elena Bogdan Noppawan Lertcheewakarn | 1–6, 6–3, [10–7] |
| 2. | 4 giugno 2011     | Open di Francia, Parigi | Terra rossa | Irina Chromačëva   | Victoria Kan Demi Schuurs            | 6–4, 7–5         |

## Risultati in progressione
| Sigla | Risultato               |
| ----- | ----------------------- |
| V     | Vincitore               |
| F     | Finalista               |
| SF    | Semifinalista           |
| O     | Oro olimpico            |
| A     | Argento olimpico        |
| SF    | Bronzo olimpico         |
| QF    | Quarti di Finale        |
| 4T    | Quarto turno            |
| 3T    | Terzo turno             |
| 2T    | Secondo turno           |
| 1T    | Primo turno             |
| RR    | Round Robin             |
| LQ    | Turno di qualificazione |
| A     | Assente                 |
| ND    | Non disputato           |

| Legenda superfici    |
| -------------------- |
| Cemento              |
| Terra battuta        |
| Erba                 |
| Superficie variabile |

### Singolare nei tornei del Grande Slam
| Torneo          | 2013 | 2014 | 2015 | 2016 | 2017 | 2018 | 2019 | 2020 | 2021 | 2022 | 2023 | V--S |
| --------------- | ---- | ---- | ---- | ---- | ---- | ---- | ---- | ---- | ---- | ---- | ---- | ---- |
| Australian Open | Q2   | Q1   | Q3   | 1T   | 1T   | Q1   | Q1   | A    | Q3   | 2T   | 1T   | 1-4  |
| Open di Francia | Q2   | 1T   | Q3   | 1T   | Q3   | Q2   | A    | A    | A    | 1T   | 1T   | 0-4  |
| Wimbledon       | Q1   | Q2   | Q1   | Q3   | 1T   | Q1   | Q1   | A    | Q1   | 1T   | 1T   | 0-3  |
| US Open         | Q1   | 1T   | Q3   | Q1   | Q1   | Q1   | A    | A    | Q2   | 2T   | 1T   | 1-3  |
| Totale          | 0-0  | 0-2  | 0-0  | 0-2  | 0-2  | 0-0  | 0-0  | 0-0  | 0-0  | 2-4  | 0-4  | 2-14 |

### Doppio nei tornei del Grande Slam
| Torneo          | 2013 | 2014 | 2015 | 2016 | 2017 | 2018 | 2019 | 2020 | 2021 | 2022 | 2023 | V--S |
| --------------- | ---- | ---- | ---- | ---- | ---- | ---- | ---- | ---- | ---- | ---- | ---- | ---- |
| Australian Open | A    | A    | A    | A    | A    | A    | A    | A    | A    | 1T   | A    | 0-1  |
| Open di Francia | A    | 1T   | A    | A    | A    | A    | A    | A    | A    | QF   | 2T   | 4-3  |
| Wimbledon       | 1T   | A    | A    | A    | Q1   | 2T   | A    | A    | A    | 1T   | 1T   | 1-4  |
| US Open         | A    | A    | A    | A    | A    | A    | A    | A    | A    | 1T   | A    | 0-1  |
| Totale          | 0-1  | 0-1  | 0-0  | 0-0  | 0-0  | 1-1  | 0-0  | 0-0  | 0-0  | 3-4  | 1-2  | 5-9  |